# Aphanistes bellicoides
Aphanistes bellicoides là một loài tò vò trong họ Ichneumonidae.